# Krétai görög nyelv
A krétai görög nyelv a görög nyelvnek egyik nagy dialektusa, melyet Kréta szigetén beszélnek. Pontos szám nincs a beszélők nagyságát illetően, de több ezren használják diaszpórákban is a krétait a szigeten kívül. A krétai az egyik olyan dialektusa a görögnek, ahol saját hagyományokkal rendelkező irodalom és kultúra van, amely a hazai nyelvre épül, s nem is akármilyen. Már a korai időszakban is bámulatos teljesítményt tudott felmutatni a krétai görög nyelv. Régi irodalmi nyelve annyira széles körű volt, hogy sokáig tulajdonképpen ez volt az egyetlen görög irodalmi norma. Nem szabad összetéveszteni az ókori krétai nyelvvel, amely a valószínűleg iráni eredetű krétaiak nyelve volt, melyek csak az indoeurópai gyökereket tekintve állhattak rokonságban a görögökkel.

## Földrajzi elhelyezkedés
A belső migráció során számos krétai görög települt a kontinensre. Nagyobb csoportok Athénban vannak ahol krétaiul beszélnek. Továbbá az Amerikai Egyesült Államokban, Ausztráliában és Németországban is jelentős közösségek vannak. Kréta görög lakosságának egy része áttért az iszlám hitre az oszmán uralom idejében. Mikor Görögország elűzte a török elnyomókat, sok muszlim görögnek is menekülnie kellett. Törökországban, sőt Szíriában és Libanonban is akadnak még krétai görögöt beszélők.

## Története
Mint a legtöbb nyelvjárás, vagy különvált görög területi nyelv a krétai is koinéi nyelvből alakult. A krétai görög nyelv több ógörög sajátosságot őrzött meg mint a szárazföldi nyelvjárások, mindez köszönhető a terület sziget jellegének és annak, hogy a kontinenstől 160 kilométer távolságra fekszik.
Kréta évszázadokon keresztül idegen hódítók egész sorának uralma alatt állt és viszonylag későn lett az önálló Görögország része. 824-ben az arabok hódították meg. Az arab nyelv hatása különösen helyneveken figyelhető meg. Ám sokkal erősebb a velencei nyelv és az olasz nyelv hatása. E kettő újlatin nyelv, de két különböző nyelvcsaládba tartozik. A velencei uralom Krétán ötszáz évig tartott, ezalatt a latin hatás nagyon erősen érzékelhető a helynevekben és a szókincsben. 1669-ben az Oszmán Birodalom hódította meg a szigetet és mintegy két és fél évszázadig uralta. A krétai görög ekkor török szavakat vett fel.
Viszont az évszázados idegen uralom ellenére a krétaiban a szintaxis és a nyelvtan nem került sem újlatin, sem arab, sem török hatás alá. Napjainkban a modern technika és a turizmus nyomán vesz fel újabb idegen szavakat, így az angolból, németből és franciából.

## A krétai irodalom
Krétai görög nyelvű irodalom már nagyjából a 10. század óta létezik. Digenisz Akritasz epikus költeményei az első krétai görög nyelvű munkák közé tartoznak.
A 16. századtól lehet beszélni kiforottabb irodalomról krétai görög nyelven. Az Erotokritosz c. európai hatásokat mutató lovagregény az akkori európai irodalom egyik mesterművének tekintendő, mely Vincencosz Kornarosz alkotása.
A 15. és a 17. század között számtalan művet írtak különböző alkotók krétai nyelven. Kornaroszon kívül Georgiosz Kortacisz drámaíró, rajtuk kívül pedig számos nevén ismert, vagy anonim költő és író. Egy másik mesteri krétai nyelvű műalkotás, az Ábrahám áldozata is hihetetlen kifejező erőt ad vissza. Ezekben a művekben a krétai szerzők szabályosan törekedtek egy jövevényszavaktól tiszta irodalmi nyelv megteremtésén, illetve a szigeten található akkori iskolák és a velenceiek révén épült magasabb tanintézményekben is krétaiul tanítottak.
A krétai irodalom további fejlődése megakadt a török betöréssel. Ezután már csak ritkán, vagy egyáltalán nem jelentkeztek krétai görög művek. Egyedül a kleft nevezetű mozgalomnak volt köszönhető, hogy nem halt el teljesen és nem kizárólag a beszélt nyelv szintjén maradt. A kleftek századokon át folyamatosan harcoltak a törökök ellen és akárcsak a Magyarországon a kuruc dalnokok, vagy a végváriak balladákat szereztek és jegyeztek le.
A krétai görög irodalom és nyelv felélesztése a 20. században kezdődött újra, de az új alkotók generációja az irodalmi görögöt is használta és használja a mai napig. Nikosz Kazantzakisz, a Zorba írója is írt krétai nyelven.

## Tulajdonságok
A krétai görög nyelvre jellemzőek palato-alveoláris ([tʃ], [d͡ʒ], [ʃ], [ʒ]) és alveolo-palatális hangok ([tɕ], [dʑ], [ɕ], [ʑ]).